# Кључ Брдовечки
Кључ Брдовечки је насељено место у саставу општине Брдовец у Загребачкој жупанији, Хрватска. До територијалне реорганизације у Хрватској налазио се у саставу старе загребачке приградске општине Запрешић.

## Становништво
На попису становништва 2011. године, Кључ Брдовечки је имао 604 становника.

## Попис1991.
На попису становништва 1991. године, насељено место Кључ Брдовечки је имало 573 становника, следећег националног састава:
| Попис 1991.‍  | Попис 1991.‍  | Попис 1991.‍ | Попис 1991.‍ | Попис 1991.‍ |
| ------------ | ------------ | ----------- | ----------- | ----------- |
|              |              |             |             |             |
| Хрвати       | Хрвати       |             | 516         | 90,05%      |
| Словенци     | Словенци     |             | 29          | 5,06%       |
| Срби         | Срби         |             | 6           | 1,04%       |
| Југословени  | Југословени  |             | 4           | 0,69%       |
| Македонци    | Македонци    |             | 1           | 0,17%       |
| Немци        | Немци        |             | 1           | 0,17%       |
| Словаци      | Словаци      |             | 1           | 0,17%       |
| неопредељени | неопредељени |             | 1           | 0,17%       |
| непознато    | непознато    |             | 14          | 2,44%       |
| укупно: 573  |              |             |             |             |